# エデッサ (ギリシャ)
エデッサ (Έδεσσα, ローマ字転写: EdessaまたはEdhessa) は、ギリシア北部、中央マケドニア地域ペラ県の都市で、ペラ県の県都。
エデッサは「水の町」という意味で、市の中央にある滝に由来する。中世以降、ヴォデナ (Βοδενά, Vodena) という別名でも呼ばれるようになったが、これはスラヴ語でやはり「水の町」を意味するヴォデン(Воден, ローマ字転写: Voden) に由来する。トルコや南スラブ諸国ではヴォデンないしその派生形で呼ぶ。
人口1万8253人。丘陵上に位置し、標高320メートル。主な産業は、綿工業とタバコの栽培。
紀元前5世紀末、マケドニア王国が近くのペラに遷都したため、マケドニア王の墳墓が多くある。